# Lac Sarez
Le lac Sarez est un lac du Tadjikistan situé sur le cours du Bartang.

## Formation
Il a été formé en 1911 par un puissant tremblement de terre, un glissement de terrain ayant entravé le cours du Bartang. Les matériaux déplacés à l'occasion de ce glissement de terrain constituent ainsi un barrage naturel, le barrage Usoi, du nom d'un des villages qu'il a détruit.